# АБЕКОР
Ассоциированные банки Европейской корпорации (англ. Associated Banks of Europe Corporation), также известные, как АБЕКОР (англ. ABECOR) — объединение 10 крупнейших банков Европы.
Объединение было создано в 1971 году для целей обмена межбанковской информацией, осуществления научных исследований в области банковского дела, финансов, экономики.
Объединение европейских банков представляет собой неформальную организацию, участники которой не имеют дополнительных финансовых обязательств. Отношения не оформлены выпуском акций и созданием общего фонда средств. Взаимоотношения между собой банки-участники ABECOR строят следующим образом: выдают внеочередные кредиты компаниям, являющимся клиентами других банков-участников ABECOR; проводят регулярные консультации по координации банковской политики; ведут непрерывный обмен информацией.